# Corrèze (folyó)
A Corrèze folyó Franciaország területén, a Vézère bal oldali mellékfolyója.

## Földrajzi adatok
A Francia-középhegységben ered Corrèze megyében 910 méterrel a tengerszint felett, és Brive-la-Gaillarde közelében torkollik a Vézère-be. Hossza 94,6 km.  
Mellékfolyói a Pradines, Vimbelle, Solane, Céronne, Montane, Couze.

## Megyék és helységek a folyó mentén
- Corrèze: Corrèze, Tulle és Brive-la-Gaillarde.